# エゴン・クレンツ
エゴン・ルディ・エルンスト・クレンツ（ドイツ語: Egon Rudi Ernst Krenz, 1937年3月19日 - ）は、ドイツ民主共和国（東ドイツ）の政治家。同国第4代国家評議会議長（在任：1989年10月 - 同年12月）、ドイツ社会主義統一党書記長（在任：1989年10月 - 同年12月）。
1989年、18年余りにわたって東ドイツの最高権力者として君臨してきたエーリッヒ・ホーネッカーを失脚させてその後任に就いた。就任後は緩やかな東ドイツの改革を図ろうとしたが、元々ホーネッカーの子飼いの部下であったため、国民だけでなく党内部からも支持を集められず、権力奪取から約2ヶ月という短期間で退陣した。

## プロフィール

### 生い立ち
ポンメルンのコルベルク（現在のポーランド領コウォブジェク）で生まれる。父は仕立て屋。第二次世界大戦末期の1944年に一家は戦火を避けダムガルテン（現：メクレンブルク＝フォアポンメルン州）に移住した。

### FDJとSED
1953年に、東ドイツの支配政党ドイツ社会主義統一党（SED）の青年団組織である自由ドイツ青年団 (FDJ) に加入、1955年にドイツ社会主義統一党に入党。機械工の修業をしていたが辞めて学業に転じ、1957年に国家教員免許を取得して卒業。卒業と同時に兵役に従事し、1958年には兵士代表として第5回党大会に参加している。
兵役終了後、リューゲン地区のFDJ第一書記、次いで1960年からロストック地区のFDJ第一書記を歴任。1961年にFDJ中央委員会書記に就任し、大学など高等教育機関での党活動の責任者になった。1964年から1967年までモスクワにあるソビエト共産党の党中央委員会学校に留学し、社会学学士号を取得。次いでFDJ中央委員会宣伝担当書記に就任し学校における党の宣伝活動に従事（‐1974年）。同時期ピオネール団「エルンスト・テールマン」の代表を兼任。1971年、人民議会議員に選出、議会委員に就任。
1973年、SED党中央委員に選出。1974年にはFDJ中央委員会第一書記となり東ドイツ唯一の公的青年団組織を指導する立場になった。1981年には国家評議会委員に選出され、さらに1983年には党中央委員会政治局員に選出。1984年には国家評議会副議長に選出され、議長であるエーリッヒ・ホーネッカーに次ぐナンバー2の地位に昇りつめた。そもそもFDJはホーネッカーが設立した組織であり、その生え抜きであるクレンツはホーネッカーの「秘蔵っ子」と言える存在であり、SED党内ではホーネッカーの「プリンス」とまで揶揄されていた。

### 書記長就任

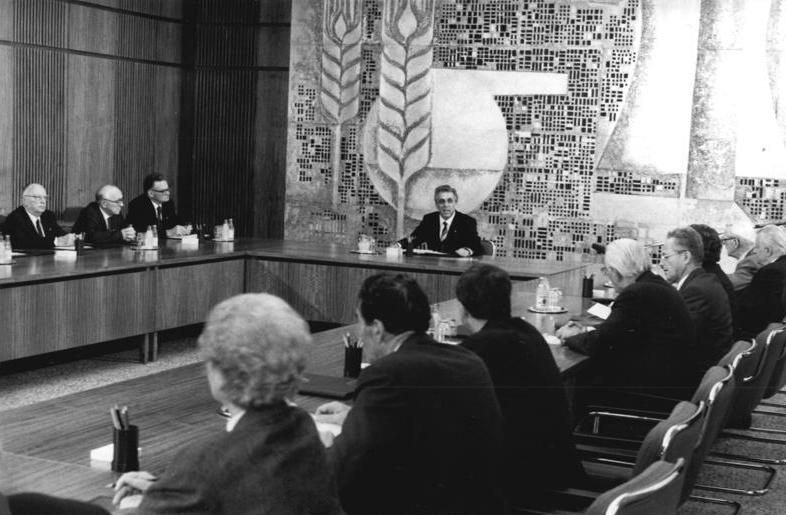
クレンツ議長（中央）による国家評議会（1989年10月24日）

1989年、クレンツは中央選挙管理委員会委員長として同年5月の統一地方選挙における不正の責任者となった。同年6月に中華人民共和国で起きた虐殺事件である天安門事件については「秩序を維持するために何か行われたようだ」と述べたにとどめた。
しかし1980年代半ばにソビエト連邦の指導者の地位に就いたミハイル・ゴルバチョフの指導の下始まった、ソビエト連邦の民主化（ペレストロイカ）の影響は、他の東ヨーロッパ諸国同様、東ドイツも避けて通れなかった。いち早く改革を進めていたハンガリー人民共和国が1989年5月2日にオーストリアとの国境線の鉄条網の撤去に着手し、鉄のカーテンが綻ぶと、多く東ドイツ市民は夏の休暇を利用してハンガリーへと出国した。治安・青年担当の党書記でもあったクレンツは、8月にホーネッカーに出国者数を報告し、党の政治局で大量出国問題を討議するよう進言したが、ホーネッカーはクレンツの進言に耳を貸さず、クレンツに長期休暇を命じて10月まで政権中枢から遠ざけた。その直後の8月19日、ハンガリーでは指導部の改革派と市民グループの手によって汎ヨーロッパ・ピクニックが起き、東ドイツ市民がオーストリア経由で西ドイツへ亡命するようになった。
国民の大量脱出と国内の民主化運動が頻発したが、ホーネッカーは強硬手段を取って弾圧する方針であった。しかし、10月7日の建国40周年のために東ドイツを訪れたゴルバチョフは明らかに改革を行おうとしないホーネッカーに対して不満げな態度を取り、帰国時にはクレンツら党幹部に対して「行動したまえ」とホーネッカーを退陣させるよう示唆した。
これを受けたクレンツやギュンター・シャボフスキー（SED政治局員・ベルリン地区党委員会第一書記）ら党幹部はソ連指導部とも連絡を取りながらホーネッカーの失脚工作を進め、1989年10月17日の政治局会議でホーネッカーの書記長解任動議を可決させた。翌日付で正式に辞任したホーネッカーの後を継いで、クレンツが社会主義統一党書記長に就任した。10月24日には人民議会によって正式に国家元首である国家評議会議長に選出され、国防評議会議長も兼任した。思うところがあったのか、妻子を連れて東ベルリン郊外にある政治局員専用の住宅地区（ヴァルトジードルング）から引っ越した。

### ベルリンの壁崩壊

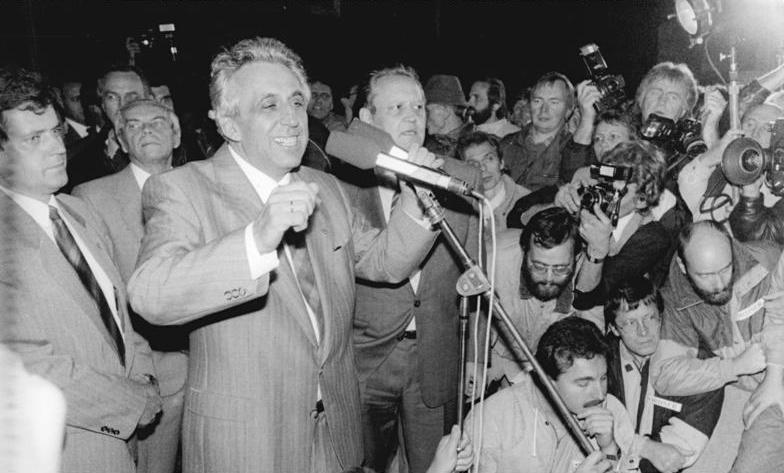
旅行自由化法案の説明を行うクレンツ（1989年11月8日）。クレンツの右にいるのがシャボフスキー

書記長就任後は「転換」という言葉を用い、一党独裁制の枠内での緩やかな民主化を図ろうとしたものの、国民の反発を受けた。そもそもクレンツはホーネッカーの子飼いの部下であったため国民はおろか党員の信頼さえ得ておらず、国家評議会議長・国防評議会議長就任に際して行われた人民議会での投票ではそれまで全員一致の選出が慣行であったのが、国家評議会議長で26票の反対票、27票の保留票、国防評議会議長で8票の反対票、17票の保留票が投じられる異例の事態となった。
書記長就任直後の20日にはドレスデンで1万人のデモが発生し、23日のライプツィヒの月曜デモは30万人が参加してクレンツ体制に不満を表明した。しかも、クレンツは東ドイツ経済の実情を知らされて驚いた。自他共に「共産圏第二の工業国」を任じていたこの国の鉱工業生産性は西側の50％に過ぎず、負債額は260億ドルを超えていた。この債務の金利支払いだけで（国の収入の3分の2に近く、輸出損益の1・5倍に相当する）45億ドルに達していた。西ドイツからの秘密裏の銀行借款の保証なしには立ち行かない惨状だった。破綻は目前に迫っていたのである。
11月1日、クレンツはソ連に飛びゴルバチョフを訪ね、実状を打ち明けて金融支援を乞うたが、ソ連にその余裕は無く、ゴルバチョフはクレンツを信用していなかったためそれは拒絶された。クレンツは目立った成果が無いまま、帰国の途に就いた。同日、東ドイツ政府は、4週間前に閉鎖したチェコスロバキアとの国境を開いた。それから僅か3日間のうちに、5万人の東ドイツ国民がチェコスロバキア経由で西側へ去っていった。
11月4日には首都東ベルリンで東ドイツ史上最大の100万人規模の反政府デモが発生し、クレンツ体制は開始直後から窮地に立たされることになった。
早急な民主化を訴える国民の要求に答える形で、11月6日には東西ドイツを自由に旅行できるようにする旅行自由化法案が発表される。しかし、この法案は制限がついた法案であったため既に政権に従順では無くなっていた人民議会で否決され、修正を迫られることになる。
そして11月9日、クレンツにとっては、市民の絶えざる西側への流出が当面、最大の難題だった。これを秩序あるものとしなければ、国家としての面子が立たない。シュタージと内務省は新たな「旅行法」を取り急ぎ立案した。それは、「東ドイツ（東独＝DDR）市民の国外旅行および永住出国に関する以下の暫定的規制はただちに発効する」として、
などの趣旨を盛ったものだった。つまり出国は自由化するが、それはあくまで申請手続きと許可が前提だ、ということである。
クレンツはこの案を一読して、夕刻、党中央委員会にはかり、「この政策は明日から効力を発する」と付け加えて承認を得た。新政権のオープンさを示すために前週から開始した記者会見を控えた政治局員で党ベルリン地区委員会第一書記・党のスポークスマン役のギュンター・シャボフスキーが、クレンツのところへやってきて「何か発表するニュースはないかな」と尋ねたところ、クレンツはこの文書を手渡した。
午後6時からの会見でシャボフスキーが「東ドイツ国民はベルリンの壁を含めて、すべての国境通過点から出国が認められる」「私の認識によれば（発行は）『直ちに、遅滞なく』ということです」（Das tritt nach meiner Kenntnis… ist das sofort, unverzüglich.）と誤って発表した。これが西側のメディアを通じて増幅されて報じられた結果、それを知った多くの東ベルリン市民がベルリンの壁周辺の検問所に多数詰めかけ、検問所の国境警備隊も発表をそのまま受け検問所を開放したために、東ベルリン市民をはじめとする東ドイツ国民は東西ドイツ間を自由に行き来するようになった。
これがきっかけになり、最初は東西ベルリン市民によって、後に東ドイツ政府によって正式にベルリンの壁が撤去され、ベルリンの壁崩壊が実現することになった。そして東西ドイツは1990年10月のドイツ再統一へと向かう。

### ドイツ再統一後
国民からの信頼も弱く、性格的に優柔不断であったクレンツには混乱する東ドイツを掌握する力はなかった。11月13日、東ドイツ人民議会においてそれまでSEDに無条件の服従を行っていた衛星政党の各党は、SEDへの指導的役割を憲法から削除する事を要求した。12月1日にはSEDの「指導的役割」が憲法から削除された。SEDの党内では、権力乱用、不当な蓄財、腐敗が次々に暴露されていき、完全に統制不能の混乱が起きており、離党者が続出した。12月初めまでにSEDは約230万人いた党員の60万人を失っていた。
12月3日、SED政治局と各地区の第一書記との合同会議で「指導部は全員辞任せよ」と突き上げられ、その結果中央委員会・政治局は全員が自己批判の声明を採択して辞任し、それに伴いクレンツも書記長を辞任した。6日には人民議会議長ギュンター・マロイダに国家評議会議長の辞職願を提出し、辞任した。クレンツの辞任願には、
と認めた上で、国民の信任がない以上国家元首の職責は果たせない、と綴られていた。
後任にはドイツ自由民主党のマンフレート・ゲルラッハが就任し、ホーネッカーから政権を奪ってから2カ月にも満たないうちに、クレンツ政権は幕を閉じた。1990年1月には長年務めた人民議会議員を辞職、更に民主社会党（PDS）と改名した社会主義統一党からも除名された。

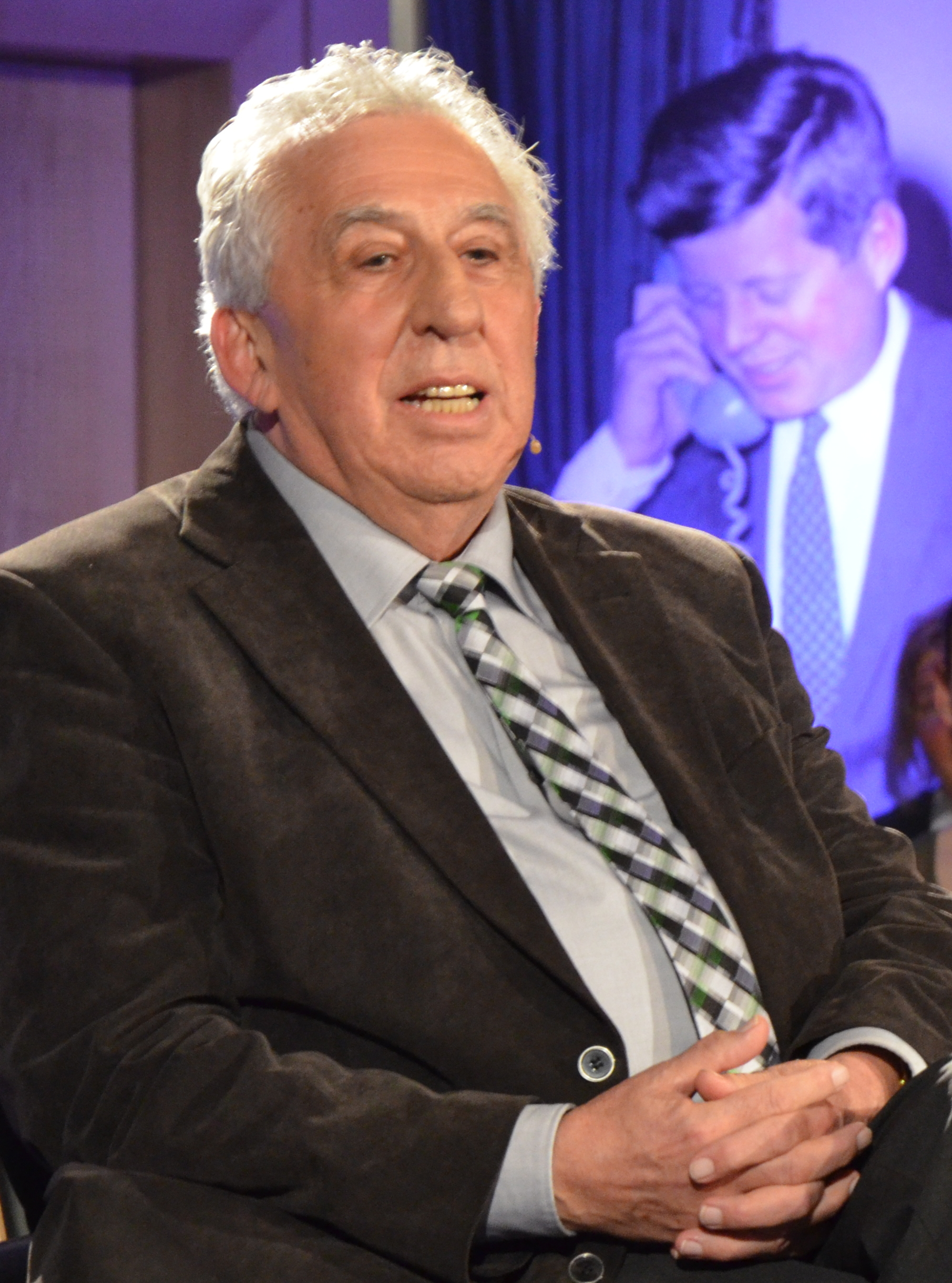
引退後のクレンツ(2013年撮影)

しかし統一後に、東ドイツ時代のベルリンの壁における越境者射殺と不正選挙の責任を問われ起訴された。1997年8月、懲役6年半の懲役の判決を受けた。再審が繰り返された長い裁判の結果最終的にドイツ連邦最高裁判所においてクレンツをはじめ他の2名に対し6年半の懲役が下され、1999年12月から2003年12月にかけてプレッツェンゼー刑務所で服役した。
服役中も昼間は外出が許されており、ベルリン・テーゲル空港でロシア向けの航空機ビジネスをしていた。クレンツは1997年に「壁」の犠牲者に対し遺憾の意は表明したが、自己の責任については否定を続けている。
現在でもその姿勢は変わらず、党内の転向者を裏切り者と非難した他、日本経済新聞の取材で、「（ベルリンの壁崩壊の際に）混乱が起きなかったのは東独の国境警備兵が発砲しなかったから」であり、「本物の英雄は東独の治安部隊」であると語っている。
ロシア大統領のウラジーミル・プーチンを称賛する発言を繰り返しており、2022年のウクライナ侵攻でもプーチンを支持し、ドイツや欧州諸国の対露制裁を批判した。
旧東ドイツのエーリッヒ・ホーネッカーや妻のマルゴット、ギュンター・シャボフスキー、西ドイツ（現ドイツ連邦共和国）のヘルムート・コールらベルリンの壁崩壊当時の関係者らが次々死去している中で、2025年現在生存している貴重な証言者となっている。

## 著書
- 『インサイド・ドキュメント 国家消滅　「ベルリンの壁」を崩壊させた男50日の真実』（佐々木秀／訳、1990年10月、徳間書店）ISBN 4191443666
  - 政界引退・党除名直後に著した回顧録（原題『Wenn Mauern fallen』）